# Bègles
Bègles is een gemeente in het Franse departement Gironde (regio Nouvelle-Aquitaine). De gemeente telde 30.968 inwoners op 1 januari 2022. De plaats maakt deel uit van het gemeentelijk samenwerkingsverband Bordeaux Métropole en het arrondissement Bordeaux. In de gemeente ligt spoorwegstation Bègles. 

## Geschiedenis
Rond 1600 bouwden de protestanten van Bordeaux een kerk in de velden bij Bègles. Het Edict van Nantes (1598) waarborgde de geloofsvrijheid van de talrijke protestanten in Bordeaux, maar het werd hun verboden een kerk te bouwen binnen de stadsmuren. In 1685, toen het Edict van Fontainebleau de geloofsvrijheid weer introk, werd deze kerk afgebroken. De aartsbisschop van Bordeaux liet op de plaats van de afgebroken kerk (het huidige plein Place Duhourquet) een monumentaal kruis oprichten.
Tot de 19e eeuw was Bègles een landbouwdorp met wijngaarden, boomgaarden en groentetuinen. In de 19e eeuw maakten die plaats voor droogplaatsen voor kabeljauw en later voor industrie. Er vestigden zich spoorweg- en industriearbeiders in de gemeente.

## Geografie
De oppervlakte van Bègles bedroeg op 1 januari 2022 9,96 vierkante kilometer; de bevolkingsdichtheid was toen 3.109,2 inwoners per km².
De gemeente ligt aan de oever van de Garonne. De ringweg rond Bordeaux, de A630, loopt door Bègles.
De onderstaande kaart toont de ligging van Bègles met de belangrijkste infrastructuur en aangrenzende gemeenten.

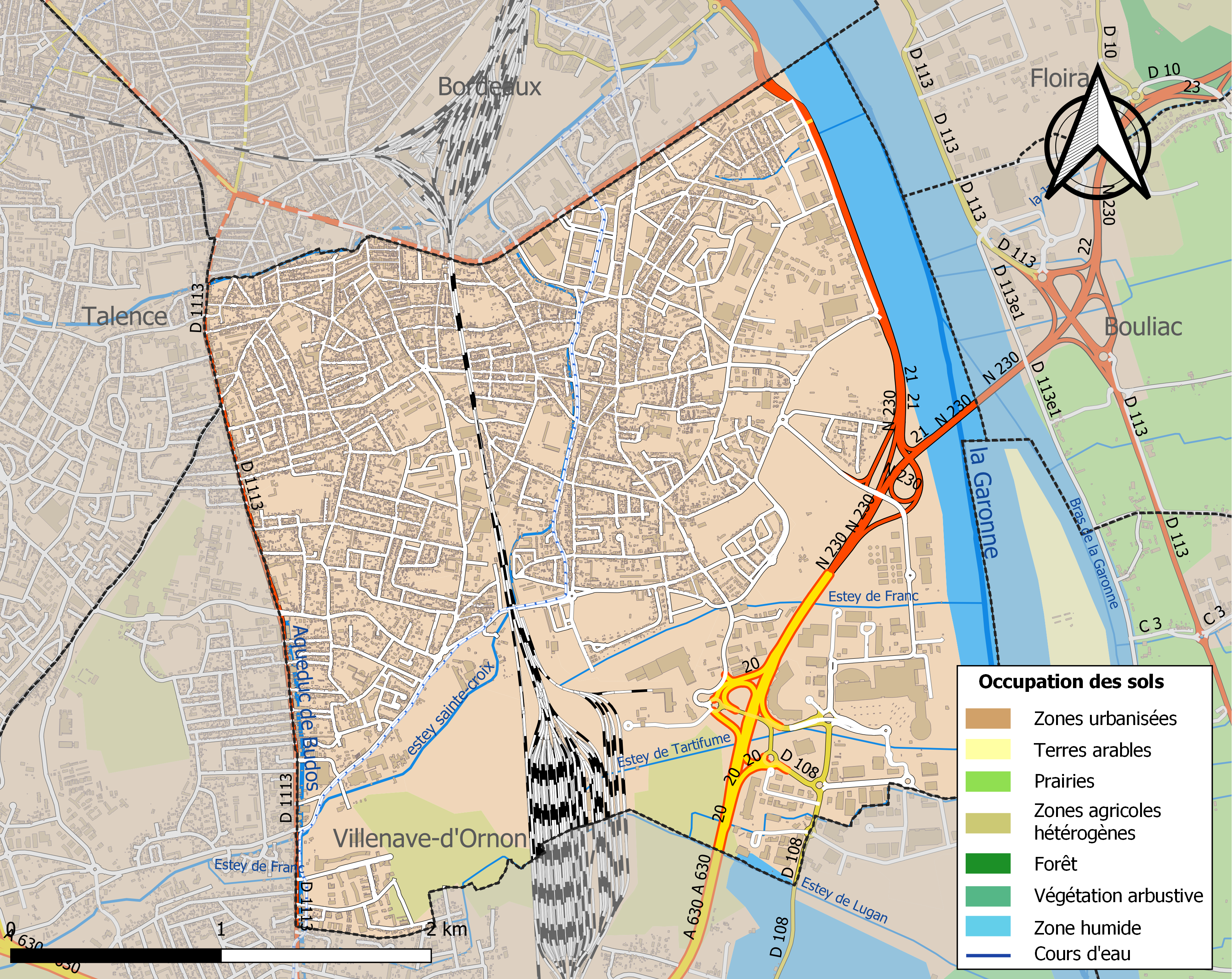

## Demografie
Onderstaande figuur toont het verloop van het inwonertal (bron: INSEE-tellingen).

## Geboren
- Paul Dullac (1882-1941), acteur
- Marie Bell (1900-1985), actrice
- Jacques Dufilho (1914-2005), acteur
- Dominique Pifarély (1957), jazzviolist

## Sport
De rugbyclub van Bègles werd kampioen van Frankrijk in 1969 en in 1991. Deze fuseerde in 2006 met Bordeaux om Union Bordeaux Bègles te vormen.

## Jumelage
Bègles onderhoudt een jumelage met Suhl in Duitsland.